# مادن
مادن (به ترکی استانبولی: Maden) یک منطقهٔ مسکونی در ترکیه است که در استان الازیغ واقع شده‌است. مادن ۱٬۰۵۴ متر بالاتر از سطح دریا واقع شده‌است.